# Juliette Bise

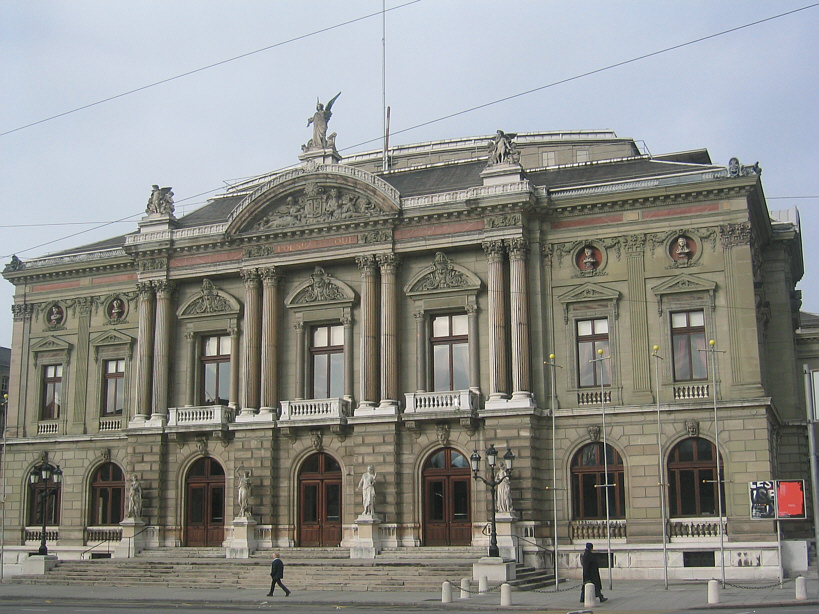
Grand Théâtre de Genève

Juliette Bise (Fribourg, 20 december 1922 - aldaar, 23 mei 2011) was een Zwitserse sopraan en muziekpedagoge.

## Biografie

### Afkomst en opleiding
Juliette Bise was een dochter van Georges Bise, een handelaar. Ze trouwde in 1956 met Ido Delnon, een arts. Ze studeerde zang aan het Conservatoire de musique de Genève in Genève en het Mozarteum in Salzburg, en later ook in Hilversum, Wenen en Boedapest.

### Carrière
Bise was van 1948 tot 1955 actief als sopraan en soliste in het Grand Théâtre de Genève. Tot 1974 gaf ze concerten en recitals doorheen gans Europa. Ze was tevens muziekpedagoge, van 1954 tot 1973 aan het conservatorium van Fribourg en van 1972 tot 1988 aan dat van Lausanne. Ze gaf tevens les in Lissabon, Gerona, Parijs, Lyon en Sion. Daarnaast was ze jurylid bij de internationale muziekwedstrijd van Genève en diverse grote zangwedstrijden. Als internationaal gerenommeerd pedagoge leidde ze diverse bekende zangers op.